# Azawad
L'Azawad o Azawagh és un estat de facto, que declarà la seva independència de Mali l'any 2012, malgrat no ser reconegut per cap altre estat. Comprèn les zones habitades per parlants de tamashek (tuareg) del nord-est de Mali, el nord-oest del Níger i algunes regions al sud d'Algèria. L'Azawad és reconeguda com la terra dels tuaregs.

## Etimologia
Azawad deriva el seu nom de la vall de l'Azawad. Aquesta dona nom al riu que la va formar i que, si bé avui dia és un riu sec (es va assecar entre el 7.000 i el 4000 aC) en la prehistòria fou un riu de 1.600 km.

## Geografia
Aquesta vall fa en total uns 420.000 km² (però no tots formen la moderna regió de l'Azawad) i els geòlegs l'esmenten com a conca del Iullemmeden, que comença als vessants occidentals de les muntanyes de l'Aïr i gira cap al desert del Sàhara, en els moderns estats de Níger i Mali, fins al riu Níger, a la zona de Gao. Límita al nord amb l'Adrar dels Ifoghas, a la zona de la frontera entre Mali i Algèria, al sud i oest amb el riu Níger, i a l'est amb les muntanyes Ader Douchi; segons la interpretació d'alguns, arriba pel nord fins a l'Hoggar. La regió és plana i fa uns 80.000 km² amb elevacions de fins a 500 metres, rica en minerals; tres quarts del territori és desert, el qual, a més, està en expansió.

## Població
La població predominant són els kel tamashek (70%); també hi ha beduïns d'ancestres àrabs (hasaniyya), anomenats azawad àrabs; el país és centre de la confederació tribal Iwellemeden Kel Denneg; la població s'estimava el 1998 en 600.000 habitants, amb una esperança de vida d'uns 50 anys i de religió musulmana sunnita; la llengua predominant n'és el tamashek, l'àrab per a afers religiosos, i el francès per a afers administratius; altres llengües hi són molt minoritàries.

## Nacionalisme

Front d'Alliberament de l'Azawad

La marginació de la regió pels governs de Mali, Níger i Algèria, i la seva arabització, van crear un ressentiment que va esclatar el 1990. Feia uns anys, s'havia format a Líbia un grup opositor nigerià anomenat Front Popular per l'Alliberament del Níger (FPAN) que el maig de 1990 va fer un atac armat important a Tchin-Tabaradene, al sud de l'Azawad. L'exèrcit del Níger va rebre ordre de "netejar" la regió de Tchin-Tabaredene d'opositors; el conflicte que va seguir va provocar centenars de morts entre la població de l'Azawad. El juny, es van iniciar les primeres revoltes a Mali, a les regions de Tamasna, Adrar i Azawad de Mali; el gener de 1991, el general Moussa Traoré, president de Mali, va iniciar converses amb la resistència tuareg a Tamanrasset i es va acordar una autonomia, la retirada dels militars i un programa de desenvolupament, però Traoré fou enderrocat el març del 1991. El 30 de desembre del 1991, el Front de Libération de l'Aïr et l'Azouagh (FLAA), un dels moviments del Níger (l'altre era el Front d'Alliberament de Tamoust) va atacar una posició militar nigeriana a Aderbissinat.
L'abril del 1992, la junta militar i els tuaregs van signar un nou acord a Bamako amb els quatre moviments tuaregs (els moviments principals n'eren el Front Àrab Islàmic de l'Azawad, Front/Moviment Popular d'Alliberament de l'Azawad, L'Exèrcit Revolucionari d'Alliberament de l'Azawad, Front Nacional d'Alliberament de l'Azawad), que s'havien unificat en el Mouvement des Fronts Unifiés de l'Azawad (MFUA). França i Algèria van fer-hi de mediadors. El maig, el coordinador de la resistència, Mano Dayak, va signar un altre acord amb el Níger. El 1992, els militars de Mali van tornar a les casernes, però es van produir diverses massacres de tuaregs per part dels militars; els tuaregs van abandonar les seves cases i es van refugiar a Mauritània, a Algèria i a Burkina Faso. El 22 de gener del 1993, les forces nigerianes van matar 36 civils, però el Níger va fer un nou acord amb la resistència el febrer del 1993.

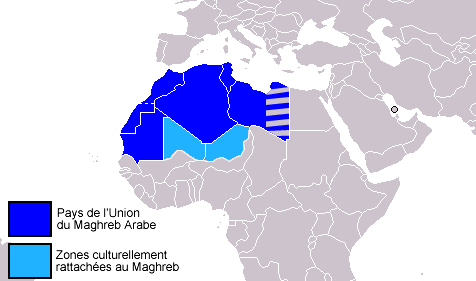
L'Azawad és la regió més meridional del Magrib, incorporada a Mali i al Níger

Va seguir un nou acord entre la resistència i Mali a Alger (maig del 1994), però l'exèrcit del Mali va continuar cometent atrocitats contra els civils tuaregs i àrabs de l'Azawad. L'octubre del 1994, el govern del Níger i els tuaregs, sota dos grups polítics de cobertura (Organization de Resistance Armée, ORA, i Coordinasion de Resistance Armée, CRA) van arribar a un acord pel qual s'establiria l'autonomia i els criminals responsables de les massacres serien jutjats. La pau definitiva (així fou anomenada) fou signada a Ouagadougou (15 d'abril del 1995) i establia una àmplia descentralització administrativa amb una nova divisió territorial, el desarmament de la resistència i la seva integració a les forces armades del país, a l'administració o a les forces paramilitars o policials; fou també acordat un ampli programa de suport als desplaçats, a la reinserció, i al desenvolupament de l'agricultura i les infraestructures.
El juliol del 1995, els donants de fons a Mali van formar una taula rodona i es van aportar dos milions de francs per consolidar la pau, reinserir les poblacions desplaçades i reconstruir l'Azawad. La signatura de la pau (anomenada "Flama de la Pau") es va fer a Timbuctú el 27 de març del 1996. El 15 de juliol del 1996, es va signar l'acord d'integració dels combatents a l'exèrcit del Níger, però la resistència va refusar abandonar les armes sense que s'apliquessin la resta dels acords de pau de manera efectiva.
El 1997, els refugiats continuaven sent assetjats per les forces militars i patien condicions de vida extremes. A Agadez, el prefecte, el subprefecte i el comandant militar, d'origen tuareg, es van enfrontar al motí de les seves tropes (abril del 1997); es va aconseguir un acord entre el cap de la resistència, Muhammad Anako, i el govern del Níger (el seu ministre de defensa) el novembre del 1997. El gener del 1998, a causa d'una nova divisió administrativa al Mali, grups armats tuaregs i l'exèrcit es van enfrontar a la zona de Tejerert. A finals del 1998, el govern deia que la major part dels refugiats havien retornat però quedaven uns quatre mil al camp de M'Berra, al sud-est de Mauritània, 10.000 al nord-oest de Burkina Faso, uns 80.000 al sud-est d'Algèria i uns 50.000 a Líbia. El setembre del 2000, el govern del Níger va organitzar una cerimònia de la pau, similar a la de Mali i també, com aquesta, anomenada "Flama de la Pau".

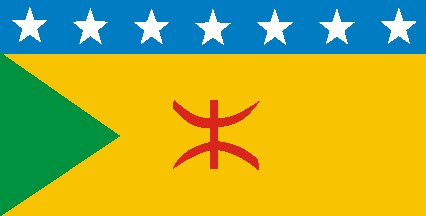
Bandera de la república de Tumoujgha (País Tuareg), 2007

El 2006, es va descobrir petroli al territori, que després dels atemptats de l'11-S el 2001, progressivament s'havia anat convertint en cau de la branca magrebí d'al-Qaeda (al-Qaida del Magrib Islàmic, AQMI). El 2007, va tornar a esclatar la revolta tuareg i després de dos anys de lluita es va acordar la pau. En aquesta ocasió, la lluita al Níger, la va iniciar el Mouvement des Nigériens pour la justice, del qual es va separar el 2008 el Front des Forces pour la Rectification i el 2009 el Front Patriotique Nigérien. A Mali, la va començar l'Alliance Démocratique du 23 mai pour le Changement (formada per rebels del 1991-1996), i una fracció se'n va escindir el 2008, l'Alliance Touaregue Nord Mali Pour Le Changement (ATNMC). A Mali, es van signar diversos acords, el darrer el 15 de febrer del 2009; al Níger, el procés es va allargar amb diverses trobades la primavera i l'estiu del 2009.
El 2 de novembre del 2010, es va fundar el Mouvement Populaire pour la Libération de l'Azawad (MPLA), que aspira a establir una república independent a l'Azawad, exigeix l'autodeterminació i té un fort suport popular, com mostren diversos vídeos de les manifestacions. El 2011, perillava la pau i es podia tornar a les armes en qualsevol moment.

## Declaració d'independència

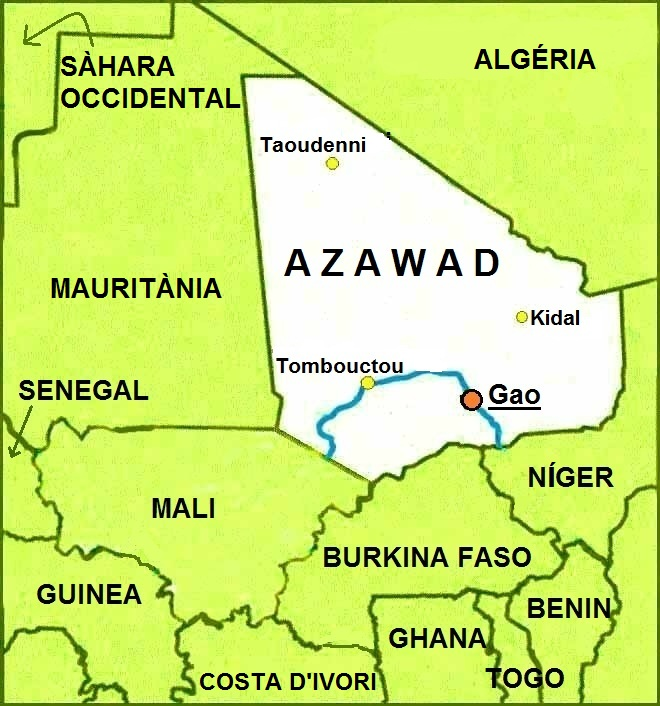
Mapa de l'Azawad

El 22 de març del 2012, una junta militar va perpetrar un cop d'estat a Mali i derrocà Amadou Toumani Touré, a causa de la revolta dels amazics d'Azawad, que van respondre amb la declaració d'independència.
| «                                                           | El comitè executiu del MNLA fa una crida a tota la comunitat internacional perquè reconegui immediatament, en un esperit de justícia i de pau, l'estat independent d'Azawad. | » |
| — Billal Ag Acherif, secretari general del MNLA, 06/04/2012 | |   |